# Universidad Austral de Chile
Die Universidad Austral de Chile (Südliche Universität Chiles) ist eine öffentliche chilenische Universität mit Sitz in Valdivia. Sie wurde am 7. September 1954 gegründet und ist eine der sieben traditionellen Universitäten des Landes, die vor 1980 gegründet wurden.
Ihre Einrichtungen verteilen sich auf die Campus Isla Teja und Miraflores in Valdivia und eine Zweigniederlassung in Puerto Montt.
In einem landesweiten Hochschulranking der Zeitung El Mercurio aus dem Dezember 2006 wurde in der Qualität der Lehre der erste, im Bereich der Forschung der zweiten und im Gesamtergebnis der dritte Platz erreicht.

## Fakultäten
Es gibt neun Fakultäten:
- Fakultät der Naturwissenschaften (Facultad de Ciencias)
- Fakultät der Agrarwissenschaften (Facultad de Ciencias Agrarias)
- Fakultät der Ingenieurwissenschaften (Facultad de Ciencias de la Ingeniería)
- Fakultät der Wirtschafts- und Verwaltungswissenschaften (Facultad de Ciencias Económicas y Administrativas)
- Fakultät der Forstwissenschaften (Facultad de Ciencias Forestales)
- Fakultät der Rechts- und Sozialwissenschaften (Facultad de Ciencias Jurídicas y Sociales)
- Fakultät der Tiermedizin (Facultad de Ciencias Veterinarias)
- Fakultät der Philosophie und Humanwissenschaften (Facultad de Filosofía y Humanidades)
- Fakultät der Medizin (Facultad de Medicina)

Bis auf die Fakultät für Ingenieurwissenschaften, die sich auf dem Campus Miraflores befindet, sind alle Fakultäten auf dem Campus Isla Teja untergebracht.
Das Institut für Geowissenschaften (Instituto de Geociencias) ist keiner Fakultät unterstellt und befindet sich ebenfalls auf dem Campus Isla Teja.

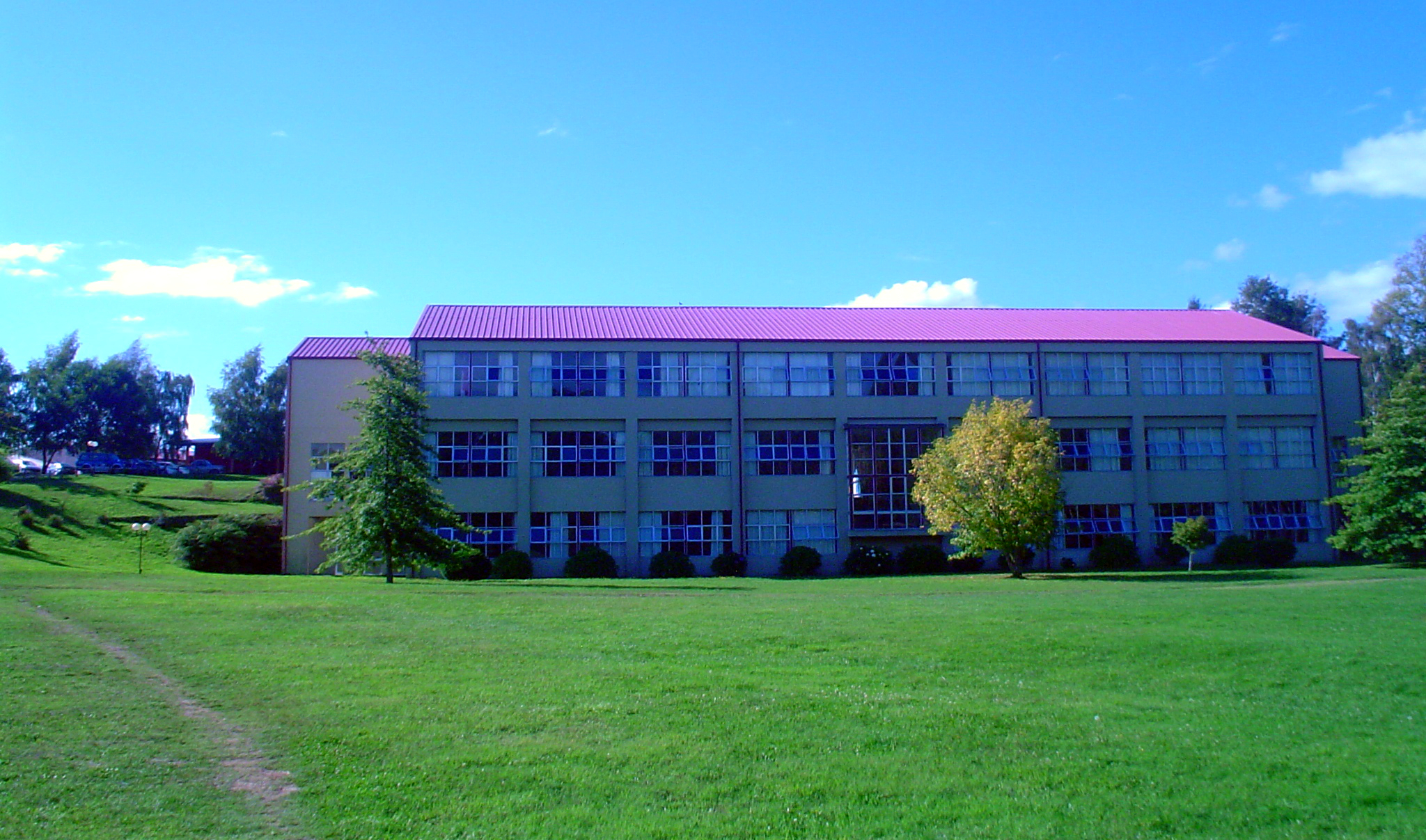
Das Edificio Nahmias auf dem Campus Isla Teja
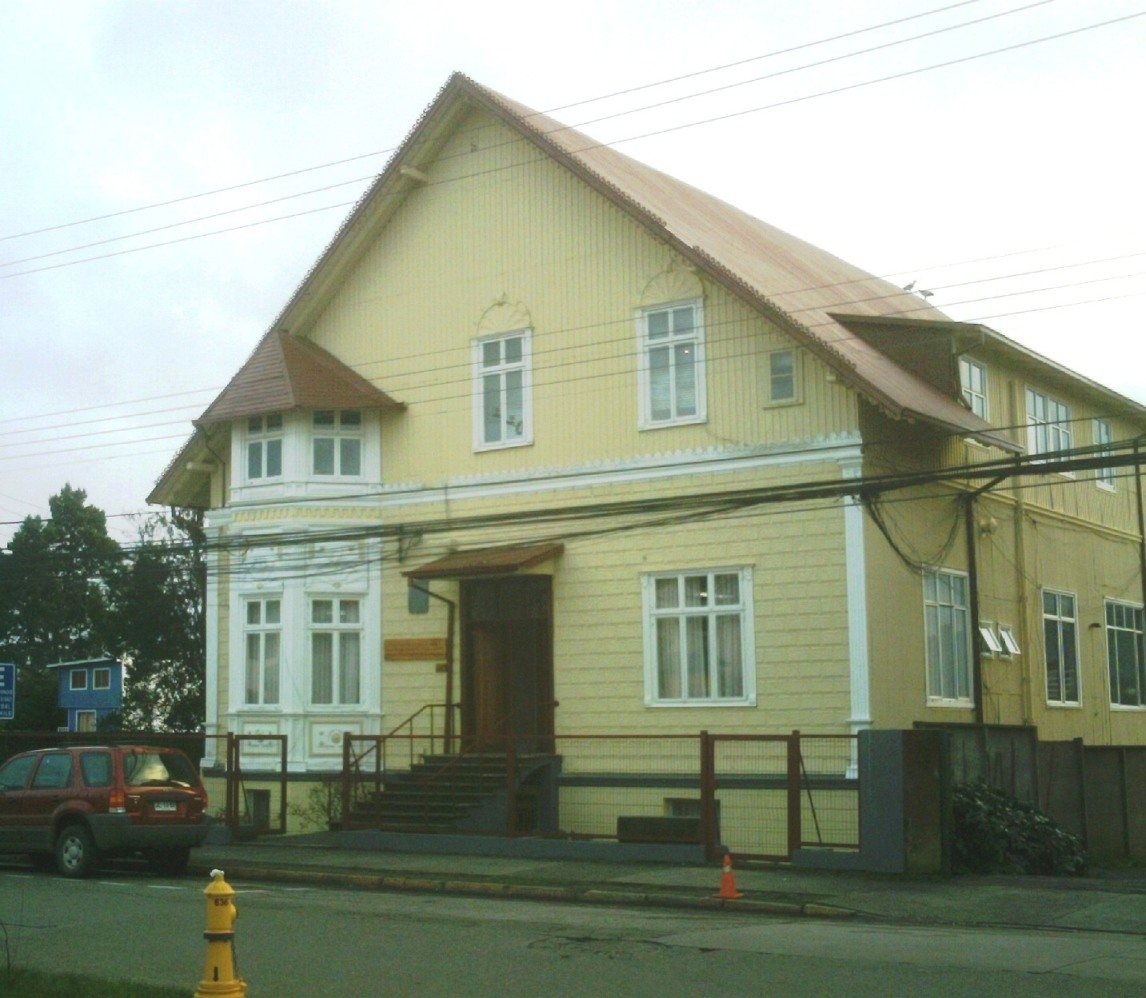
Das Centro de Educacíon in Valdivia
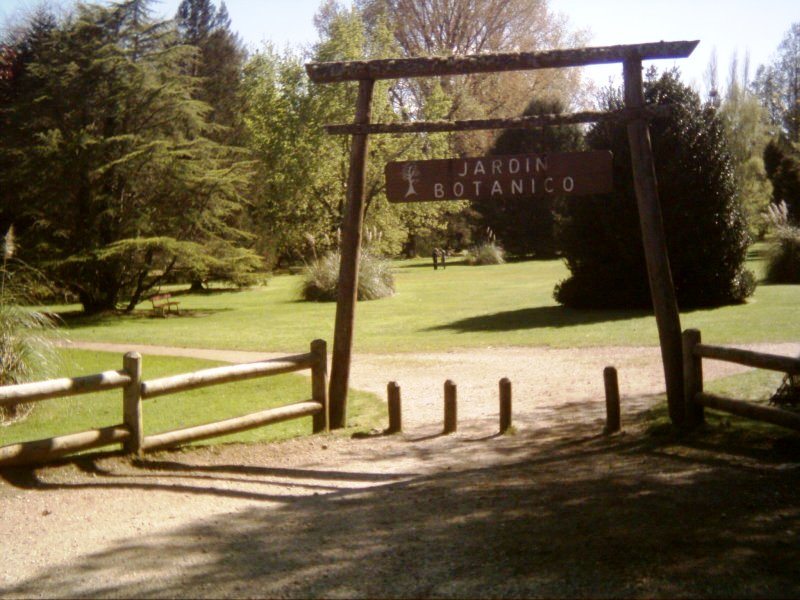
Eingang zum Botanischen Garten auf der Isla Teja

## Liste der Rektoren

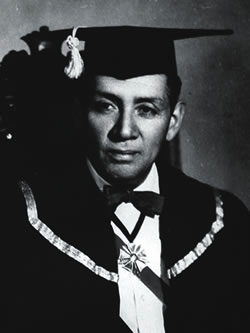
Eduardo Morales Miranda, Gründer und erster Rektor der Universidad Austral

| Rektor                             | Zeitraum              |
| ---------------------------------- | --------------------- |
| Eduardo Morales Miranda            | 1954–1961             |
| Víctor Kunstmann Hube              | 1961–1962             |
| Félix Juan Eduardo Martínez Bonati | 1962–1968             |
| William Thayer Arteaga             | 1968–1973             |
| Gustavo Dupuis Pinillos            | 1973–1976             |
| Pedro Palacios Cameron             | 1976–1980             |
| Jaime Ferrer Fouga                 | 1980–1986             |
| Juan Jorge Ebert Kroneberg         | 1986–1990             |
| Norman Erwin Haverbeck Ojeda       | 1990–1994             |
| Manfred Max-Neef                   | 1994–2002             |
| Carlos Alberto Amtmann Moyano      | 2002–2006             |
| Víctor Luis Cubillos Godoy         | 2006–2014             |
| Óscar Galindo Villarroel           | 2014–2021             |
| Óscar Balocchi Leonelli            | 2021 (interimistisch) |
| Hans Richter Becerra               | seit 2021             |